# Passage Guénot
Passage Guénot är en passage i Quartier Sainte-Marguerite i Paris elfte arrondissement. Gatan är uppkallad efter markägaren M. Guénot. Passage Guénot börjar vid Boulevard Voltaire 221 och slutar vid Rue Guénot 15 och Place Marie-José-Nicoli.

## Bilder
| - Gatuskylt. - Place Marie-José-Nicoli. |

## Omgivningar
- Sainte-Marguerite
- Place Marie-José-Nicoli
- Impasse des Jardiniers
- Passage Dumas
- Cité Voltaire

## Kommunikationer
- Tunnelbana – linje  – Rue des Boulets
- Busshållplats Rue des Boulets – Paris bussnät
- Busshållplats Voltaire – Montreuil – Paris bussnät

### Webbkällor
- ”Passage Guénot”. Mairie de Paris. https://web.archive.org/web/20190905051442/http://www.v2asp.paris.fr/commun/v2asp/v2/nomenclature_voies/Voieactu/4331.nom.htm. Läst 30 oktober 2023.
- ”Passage Guénot (11ème arrondissement)”. Les rues de Paris. https://web.archive.org/web/20200115044713/http://www.parisrues.com/rues11/paris-11-passage-guenot.html. Läst 30 oktober 2023.